# Équipe mixte aux Jeux olympiques de 1900
Les équipes comprenant des sportifs de différentes nationalités aux Jeux olympiques de 1900 sont cataloguées par le CIO en tant qu'« équipe mixte ».

## Médaillés
Ce bilan correspond au tableau des médailles révisé par le CIO en juillet 2021. Certaines équipes locales, notamment de clubs, qui à l'origine représentaient leur pays comme c'était couramment le cas lors des toutes premières éditions olympiques, ont pu être reclassées dans la catégorie des Équipes mixtes en raison de la présence d'un ou plusieurs joueurs d'une autre nationalité.
| Médaille                            | Athlètes | Discipline     | Épreuve                   |
| ----------------------------------- | --- | -------------- | ------------------------- |
| Médaille d'or, Jeux olympiques      | Charles Bennett (Grande-Bretagne) John Rimmer (Grande-Bretagne) Sidney Robinson (Grande-Bretagne) Stan Rowley (Australie) Alfred Tysoe (Grande-Bretagne) | Athlétisme     | 5 000 mètres par équipes  |
| Médaille d'or, Jeux olympiques      | Denis St. George Daly (Grande-Bretagne) Foxhall Parker Keene (États-Unis) Frank MacKey (États-Unis) Alfred Rawlinson (Grande-Bretagne) | Polo           |                           |
| Médaille d'or, Jeux olympiques      | François Brandt (Pays-Bas) Hermanus Brockmann (Pays-Bas) Roelof Klein (Pays-Bas) Athlète inconnu (France) | Aviron         | Deux avec barreur         |
| Médaille d'or, Jeux olympiques      | Frédéric Blanchy (France) William Exshaw (Grande-Bretagne) Jacques Le Lavasseur (France) | Voile          | 2 à 3 tonneaux (course 1) |
| Médaille d'or, Jeux olympiques      | Frédéric Blanchy (France) William Exshaw (Grande-Bretagne) Jacques Le Lavasseur (France) | Voile          | 2 à 3 tonneaux (course 2) |
| Médaille d'or, Jeux olympiques      | Edgar Aabye (Danemark) August Nilsson (Suède) Eugen Schmidt (Danemark) Gustaf Söderström (Suède) Karl Staaf (Suède) Charles Winckler (Danemark) | Tir à la corde |                           |
| Médaille d'or, Jeux olympiques      | USFSA (France) Alexandre Pharamond (France) Frantz Reichel (France) Jean Collas(France) Constantin Henriquez] (France) Auguste Giroux (France) André Rischmann (France) Léon Binoche (France) Abel Albert (France) Charles Gondouin (France) Hubert Lefèbvre (France) Emile Sarrade (France) Vladimir Aïtoff (France) Joseph Olivier (France) Jean-Guy Gautier (France) Victor Lardanchet (France) Vladimir Aïtoff (France) Jean Hervé (France) André Roosevelt (États-Unis) | Rugby          |                           |
| Médaille d'or, Jeux olympiques      | Osborne SC (Grande-Bretagne) Arthur Robinson (Grande-Bretagne) Thomas Coe (Grande-Bretagne) Eric Robinson (Grande-Bretagne) Peter Kemp (Grande-Bretagne) George Wilkinson (Grande-Bretagne) John Derbyshire (Grande-Bretagne) William Lister (Grande-Bretagne) William Henry (Grande-Bretagne) Robert Crawshaw (Grande-Bretagne) John Jarvis (Grande-Bretagne) F. Stapleton (Grande-Bretagne) Victor Lindberg (Nouvelle-Zélande).                                            | Water-polo     |                           |
| Médaille d'argent, Jeux olympiques  | Walter McCreery (États-Unis) Frederick Freake (Grande-Bretagne) Walter Buckmaster (Grande-Bretagne) Jean de Madre (France) | Polo           |                           |
| Médaille d'argent, Jeux olympiques  | Max Décugis (France) Basil Spalding de Garmendia (États-Unis) | Tennis         | Double hommes             |
| Médaille d'argent, Jeux olympiques  | Roger Basset (France) Jean Collas (France) Charles Gondouin (France) Joseph Roffo (France) Emile Sarrade (France) Francisco Henríquez de Zubiría (Colombie) | Tir à la corde |                           |
| Médaille d'argent, Jeux olympiques  | Hélène Prévost (France) Harold Mahony (Grande-Bretagne) | Tennis         | Double mixte              |
| Médaille d'argent, Jeux olympiques  | USFSA (France) Timothée Jordan (Royaume Uni) Alfred Schneidau (Royaume Uni) Robert Horne (Royaume Uni) Henry Terry (Royaume Uni), F. Roques (Royaume Uni) William Anderson (Royaume Uni) Douglas Robinson (Royaume Uni) William Attrill (France) William Browning (Royaume Uni) Arthur McEvoy (France) Philip Tomalin (c) (Royaume Uni) John Braid (Royaume Uni) | Cricket        |                           |
| Médaille de bronze, Jeux olympiques | Frederick Agnew Gill (en) (Grande-Bretagne) Robert Fournier-Sarlovèze (France) Édouard Alphonse James de Rothschild (France) Maurice Raoul-Duval (France) | Polo           |                           |
| Médaille de bronze, Jeux olympiques | Eustaquio de Escandón (Mexique) Manuel de Escandón (Mexique) Pablo de Escandón (Mexique) Guillermo Hayden Wright (États-Unis) | Polo           |                           |
| Médaille de bronze, Jeux olympiques | Fédération Athlétique Universitaire Belge (Belgique) Franz König (Suisse) Marcel Leboutte (Belgique) Raul Kelecom (Belgique) Ernest Moreau de Melen (Belgique) Alphonse Renier (Belgique) Gustave Pelgrims (capitaine) (Belgique) Eugène Neefs (Belgique) Eric Thornton (Royaume Uni) Albert Delbecque (Belgique) Hilaire Spanoghe (Belgique) Hendrik van Heuckelum (Pays-Bas) Lucien Londot (Belgique) Camille Van Hoorden (Belgique)                                       | Football       |                           |
| Médaille de bronze, Jeux olympiques | Marion Jones (États-Unis) Lawrence Doherty (Grande-Bretagne) | Tennis         | Double mixte              |
| Médaille de bronze, Jeux olympiques | Hedwiga Rosenbaumová (Bohême) Archibald Warden (Grande-Bretagne) | Tennis         | Double mixte              |
| Médaille de bronze, Jeux olympiques | Libellule de Paris (France) Henri Peslier (France) Thomas William Burgess (Grande-Bretagne) Alphonse Decuyper (France) Auguste Pesloy (France) Paul Vasseur (France) Jules Clévenot (France) Louis Laufray (France) Marcel Devenot (France). | Water-polo     |                           |